# Trimebutine
Trimebutine là một loại thuốc có tác dụng chủ vận kháng muscarinic và mu opioid yếu. Muối axit maleic của trimebutine được bán trên thị trường dưới nhãn hiệu Debridat, Recutin, Polybutin, hoặc Modulon, để điều trị hội chứng ruột kích thích và các rối loạn tiêu hóa khác.  Sản phẩm chính từ chuyển hóa thuốc của trimebutine ở người là nortrimebutine, xuất phát từ việc loại bỏ một trong các nhóm methyl gắn với nguyên tử nitơ.  Trimebutine phát huy tác dụng của nó một phần do gây ra sự kích hoạt sớm giai đoạn III của phức hợp vận động di chuyển trong đường tiêu hóa. Cả trimebutine và chất chuyển hóa của nó có sẵn trên thị trường.